# التغير المناخي في نيبال

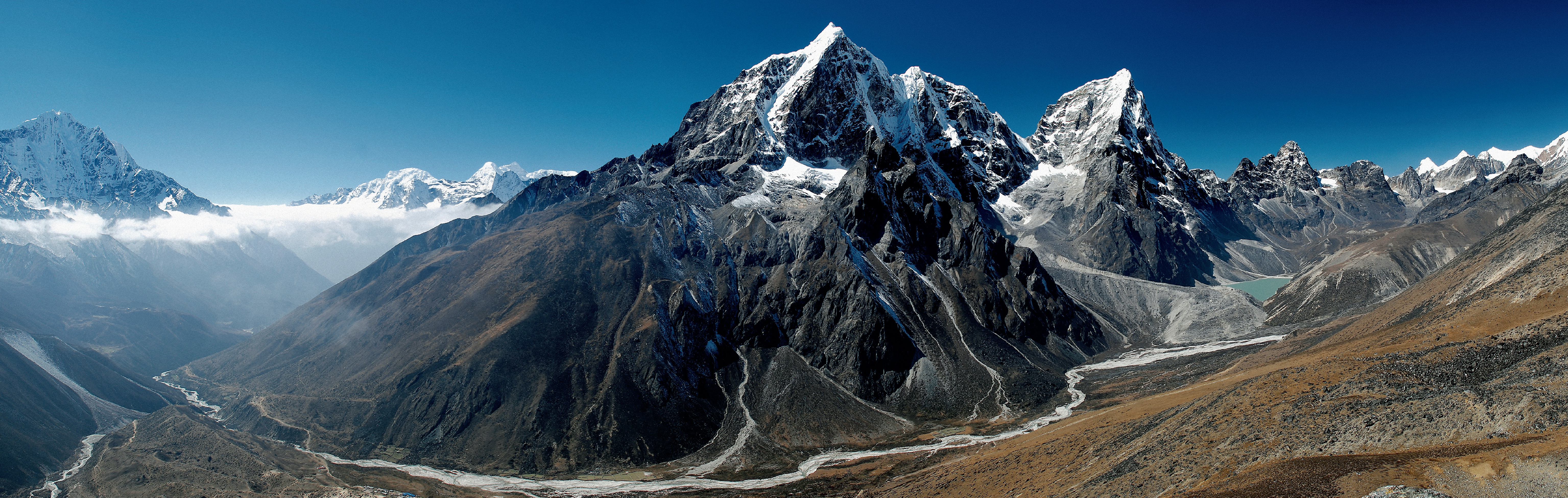
تابوتشي ووادي خومبو في عام 2007

يُشكّل التغيّر المناخي في نيبال مشكلة رئيسية بالنسبة للمنطقة إذ إنها تُعتبر واحدة من أكثر البلدان عرضةً لتبعات الاحتباس الحراري. وعلى الصعيد العالمي، تحتل نيبال المرتبة الرابعة من حيث تعرضية تغير المناخ. انتشرت الفيضانات عبر سفوح جبال الهيمالايا وجلبت معها انهيارات أرضية، ما أدى إلى تدمير عشرات الآلاف من المنازل ومساحات شاسعة من الأراضي الزراعية والطرق البرية. في نسخة فهرس جيرمانواتش لمخاطر المناخ لعام 2020، صُنفت نيبال بالمرتبة التاسعة لأكثر البلدان تضررًا من الكوارث المناخية خلال الفترة بين 1999 وحتى 2018. تُعدّ نيبال من البلدان الأقل نماءً إذ يعيش 28.6 % من السكان تحت خط الفقر. يُظهر تحليل الاتجاهات، في الفترة من 1971 وحتى 2014، والذي أجراه قسم الهيدرولوجيا والأرصاد الجوية (دي إتش إم)، أن متوسط درجة الحرارة القصوى السنوية قد ارتفع بمقدار 0.056 درجة مئوية سنويًا. بالإضافة إلى تزايد معدلات هطول الأمطار. أفاد مسحًا عامًا أجري على المستوى الوطني حول مستوى الإدراك العام بشأن التغير المناخي أن السكان المحليين أدركوا بدقة تلك التغيرات في درجة الحرارة، لكن تصوراتهم لتغير معدلات الهطول لم تتطابق مع المعدلات المسجلة. تكشف البيانات أن أكثر من 80% من الخسائر في الممتلكات بسبب الكوارث تُعزى إلى مخاطر المناخ، ولا سيما الحوادث المتعلقة بالمياه مثل الفيضانات والانهيارات الأرضية والفيضانات الناجمة عن البحيرات الجليدية (جي إل أو إف).
انتشرت فيضانات عام 2018 عبر سفوح جبال الهيمالايا وجلبت معها انهيارات أرضية. ونتيجة لذلك، دُمرت عشرات الآلاف من المنازل إلى جانب مساحات شاسعة من الأراضي الزراعية والطرق البرية. شهدت نيبال في أغسطس 2018 فيضانات وانهيارات أرضية عند الحدود الجنوبية، والتي بلغت قيمة أضرارها 600 مليون دولار أمريكي. ثمة تقرير يُفيد بوجود أرض قاحلة كانت في السابق أرض صالحة للزراعة. يُكافح رعاة قطاس أليف للعثور على أراضي لرعي حيواناتهم. وجد العلماء أن ارتفاع درجات الحرارة يمكن أن يساعد في نشر الملاريا وحمى الضنك في مناطق جديدة من جبال الهيمالايا إذ بدأ ظهور البعوض في المرتفعات.

## التأثيرات على البيئة الطبيعية

### تغيرات الحرارة والطقس
يظهر تحليل اتجاهات المناخ في نيبال (1971-2014) أن الاتجاه السنوي لدرجة الحرارة القصوى يُعتبر إيجابيًا إلى حدٍ كبير بنسبة (0.056). ذلك أن جميع الاتجاهات السنوية لدرجات الحرارة والمناخ في نيبال تُعتبر إيجابية أيضًا (0.002) لكنها ليست ذات أهمية حقيقية.
تم العثور على تأثيرات الغازات الدفيئة عند تحليل مشاكل الجفاف والفيضانات، بما في ذلك الجفاف الشديد في فصل الشتاء والفيضانات الموسمية الغزيرة. اعتُبرت التغيرات المناخية عاملًا سلبيًا في سياق الاحتباس الحراري العالمي. في نيبال، يأتي 95% من انبعاثات الغازات الدفيئة من قطاعي الزراعة والحراج والتي وصلت نسبتها إلى 77% من قطاع الحراج فقط. كان لعواقب الاحتباس الحراري التأثير الأكبر على البلدان النامية والجبلية مثل نيبال، التي تعاني من ارتفاع معدلات الهطول أثناء موسم الأمطار. وقد أسفر ذلك عن حدوث فيضانات شديدة وانهيارات أرضية وتعرية التربة. ومن الشائع أيضًا حدوث الجفاف في أجزاء كثيرة من نيبال الناتج عن تغيرات المناخ والذي بدوره يؤثر على قطاعات أخرى مثل الغابات والموارد المائية والزراعة والصحة والتنوع الحيوي.

## التأثيرات على السكان

### تأثيرات اقتصادية

#### الزراعة
حدث حوالي 14 فيضان ناتج عن البحيرات الجليدية (جي إل أو إف) بين عامي 1935 و1991. بشكل إجمالي، تبيّن وجود 21 فيضان يمكن أن تكون خطرة في الوقت الراهن. وبهذه الطريقة، تُعدّ سبل العيش جزءًا لا يتجزأ من هذه العلاقة والعكس صحيح. يشكّل المستخدمون من ذوي الدخل المنخفض نحو 38% من مجموع السكان. تقع نيبال تحت خط الفقر وتعاني المنطقة من صعوبات تحمل تكاليف معيشة السكان. وذلك يُعتبر تحدٍ كبير لمواجهة المخاطر الناجمة عن تغير المناخ والظواهر الكارثية. تعتمد سبل عيش أكثر من 80% من السكان المحليين في منطقة التلال بشكل رئيسي ضمن المناطق الحساسة للمناخ على الزراعة والغابات وتربية الماشية والموارد الطبيعية الأخرى مثل الماء والرّي.

## التكيّف

### خطة البرنامج الوطني للتكيّف في نيبال
في عام 2010، وافقت حكومة نيبال على خطة البرنامج الوطني للتكيّف. وقد وُضعت خطة البرامج الوطنية للتكيف كشرط بموجب اتفاقية الأمم المتحدة الإطارية بشأن تغير المناخ للحصول على التمويل اللازم لتلبية احتياجات التكيفات الأكثر ضرورية وفورية من الصندوق الخاص لبرنامج البلدان الأقل نماءً.
في نيبال، طُور البرنامج الوطني للتكيّف بثلاثة عناصر: إعداد ونشر وثائق البرنامج (إن إيه بي إيه) بالكامل، وتطوير وصيانة مركز نيبال لإدارة المعارف المتعلقة بتغير المناخ (إن سي سي كيه إم سي)، وتطوير لجنة تنسيق مبادرة تغير المناخ بين أصحاب المصلحة المتعددة (إم سي سي آي سي سي).
ضمن خطة البرنامج الوطني، تم تحديد تسعة مشاريع متكاملة بوصفها أولوية وطنية عاجلة وفورية للتكيّف. وهم:
1. تعزيز التكيّف المجتمعي من خلال الإدارة المتكاملة للزراعة والماء ة الغابات والتنوع الحيوي
2. بناء وتعزيز قدرة المجتمعات الضعيفة على التكيّف من خلال تحسين النظام والوصول إلى الخدمات المتعلقة بالتنمية الزراعية
3. إدارة الكوارث المجتمعية لتسهيل التكيّف مع المناخ
4. الحدّ من مخاطر الكوارث وإدارة الغابات وإدارة النظام البيئي بهدف دعم ابتكارات التكيّف التي يوجهها المناخ
5. التكيّف مع تحديات المناخ في مجال صحة الإنسان وإدارة النظام البيئي من أجل التكيّف مع المناخ
6. تمكين المجتمعات الضعيفة من خلال العائدات المستدامة للموارد المائية ودعم الطاقة المستدامة وتعزيز الاستيطان الحضري الذكي مناخيًا

يتصور إطار تنفيذ خطة البرامج الوطنية للتكيف أن تكاليف التشغيل عند حدودها الدنيا وأن تصل نسبة 80 % على الأقل من الموارد المالية المتاحة إلى المستوى المحلي لتمويل الأنشطة على أرض الواقع. بدأ أيضًا أصحاب المصلحة في نيبال بمناقشة خطط التكيف الوطنية (إن إيه بي) وهي خطط التكيف المتوسطة والطويلة الأمد للبلاد وفقًا لما قررته اتفاقية الأمم المتحدة بشأن التغير المناخي.
تستند خطة البرامج الوطنية في نيبال إلى التجارب السابقة في مجال تخطيط التكيف، بما في ذلك من خلال برنامج العمل الوطني للتكيف (إن إيه بي إيه)، الذي طوّر في عام 2010، إلى جانب الإطار المتعلق بخطط العمل المحلية للتكيف (إل إيه بي إيه)، الذي طوّر في عام 2011، ما أدى إلى تسهيل وضع خطط التكيف من جانب لجان التنمية القروية في جميع أنحاء البلاد. أطلقت نيبال خطة البرنامج الوطني للتكيّف في سبتمبر من عام 2015. يتلخّص الهدفان الرئيسيان لخطة البرنامج الوطني في الحدّ من تعرضية تغير المناخ من خلال تحسين القدرة على التكيف ودمجها مع التغيرات المناخية في السياسات والبرامج والأنشطة والاستراتيجيات التنموية الجديدة والحالية في كافة القطاعات والمستويات الحكومية.
في الوقت الحالي، يقوم برنامج الأمم المتحدة للبيئة (يو إن إي بي) بتنفيذ خطة البرنامج الوطني من خلال مشروع «بناء القدرات لدفع عملية خطة التكيف الوطنية في نيبال»، من خلال تقديم دعم مالي من صندوق المناخ الأخضر (جي سي إف). وبالاستناد إلى تجارب صياغة وتنفيذ خطط البرامج الوطنية للتكيف، يدعم هذا المشروع شعبة إدارة تغير المناخ التابعة لوزارة الغابات والبيئة من خلال تحديد نهج خاص يقوم على المشاركة ويحثّ البلدان على التأثير ببعضها ويراعي الفوارق بين الجنسين وتعدد القطاعات، مع التشديد على «الاهتمام بكل فرد» باعتباره المبدأ التوجيهي للمشروع. وبغية إدماج قضايا تغير المناخ المترابطة في عملية التنمية الشاملة، حددت السياسة الوطنية لتغير المناخ التي دخلت حيز النفاذ عام 2019، ثمانية مجالات موضوعية وأربعة مجالات شاملة لقطاعات عدة. وبناءً على ذلك، تشارك عملية صياغة خطط البرامج الوطنية ثماني مجموعات عاملة موضوعية (تي دبليو جي) وأربع مجموعات عاملة شاملة لعدة قطاعات (سي دبليو جي) لتغطية النهج الدقيق للمناخ. تماشيًا مع السياسة الوطنية لتغير المناخ لعام 2019، يعمل المشروع من خلال لجان التنسيق الإقليمية لتغير المناخ (بي سي 4) يتنصيب لجنة في كل مقاطعة. تشكل هذه اللجان وسيطًا بين الحكومة الاتحادية وحكومات المقاطعات فيما يتعلق بالتغير المناخي.